# ゲバラ!
『ゲバラ!』（原題: Che!）は、マルクス主義革命家チェ・ゲバラをオマー・シャリフが演じた1969年のアメリカ合衆国の伝記映画。監督はリチャード・フライシャーがつとめた。
ゲバラが初めてキューバに上陸した1956年からボリビアで処刑された1967年までを扱い、自伝『チェ・ゲバラ モーターサイクル南米旅行日記』に描かれたようなキューバ革命以前の前半生には触れていない。ビデオ&DVD題『革命戦士ゲバラ!』。

## キャスト
※括弧内は日本語吹替（初回放送1971年12月27日『月曜ロードショー』）
- チェ・ゲバラ：オマー・シャリフ（寺島幹夫）
- フィデル・カストロ：ジャック・パランス（松村彦次郎）
- ラモン・バルデス：チェザーレ・ダノーヴァ
- ファウスティーノ・モラレス：ウディ・ストロード
- アニタ・マルケス：バーバラ・ルナ（川口由美子）
- タニア：リンダ・マーシュ（山田早苗）

## スタッフ
- 監督：リチャード・フライシャー
- 製作：サイ・バートレット
- 原作：デイヴィッド・カープ、サイ・バートレット
- 脚本：マイケル・ウィルソン、サイ・バートレット
- 撮影：チャールズ・F・ウィーラー
- 音楽：ラロ・シフリン

## 関連映画
- チェ 28歳の革命 / 39歳 別れの手紙
- モーターサイクル・ダイアリーズ：自伝『チェ・ゲバラ モーターサイクル南米旅行日記』を原作とした映画